# San Eduardo (Boyacá)
San Eduardo es un municipio colombiano, ubicado en la provincia de Lengupá, en el departamento de Boyacá. Dista 108 km a la ciudad de Tunja, capital del departamento, y 190 km de Bogotá. El área urbana cuenta con una longitud de norte a sur de 842 m y de oriente a occidente es de 820 m. De temperatura templada y con una riqueza acuífera exuberante. 

## Toponimia

### Origen lingüístico
- Familia lingüística: Indoeuropea
- Lengua: Latín

### Significado
San es una expresión que proviene de la voz latina sanctus, que nombra lo sagrado, variación de sancio “inviolable”. Sanctus es una modificación del vocablo sak que genera los sentidos de “honrar, reverenciar, respetar, estimar, venerar, glorificar, hacer inviolable algo por un acto religioso, establecer de una manera inmutable, ordenar, decretar, sancionar”. Es una expresión que antiguamente nombró la acción de teñir con sangre de sacrificio a quienes purificaban sus pecados; esta práctica era llamada santi-santos”
Eduardo es un nombre sajón derivado de eadward y significa “riqueza”, “fortuna”, “guardián de su patrimonio”.

### Origen / Motivación
El municipio se nombra en honor al obispo que realizó la primera visita pastoral, Eduardo Maldonado Calvo, y que gobernó la diócesis de Tunja durante 27 años. Se decía que el obispo tenía el don de gentes con los pobladores de la región, en tanto que el término san le fue acuñado en sitinción al santoral católico.

## Geografía

### Límites
San Eduardo está delimitado por los siguientes municipios
| Noroeste: Berbeo | Norte: Zetaquira (Páramo Coroneles) | Nordeste: Aquitania |
| Oeste: Berbeo    |                                     | Este: Aquitania     |
| Suroeste: Berbeo | Sur: Páez                           | Sureste: Páez       |

### División administrativa
Está integrada por las veredas de Cardoso, Libertad, Alejandría, Villanueva, Bombita, Quebradas y San Pablo.

### Hidrografía
El municipio cuenta con numerosas fuentes hídricas como la Quebrada Batatalera, Honda, Tobasia, cuenta con 12 cuerpos de agua naturales como laguna de Negra, Laguna Seca y laguna grande,etc.

## Sitios turísticos
El municipio cuenta con extraordinarios paisajes que embellece con sus lagunas, quebradas y cascadas. 
Lagunas
- Laguna Negra vereda La Libertad
- Laguna Seca vereda La Libertad
- Laguna del Cerro vereda La Libertad

Saltos y cascadas
- Pailas del Diablo vereda Quebradas
- Quebrada La Herrería vereda Alejandría
- Toboganes Quebrada Batatalera vereda Villanueva

Relieve
- Peña del Aura
- Alto de la Viola
- Alto del Coro

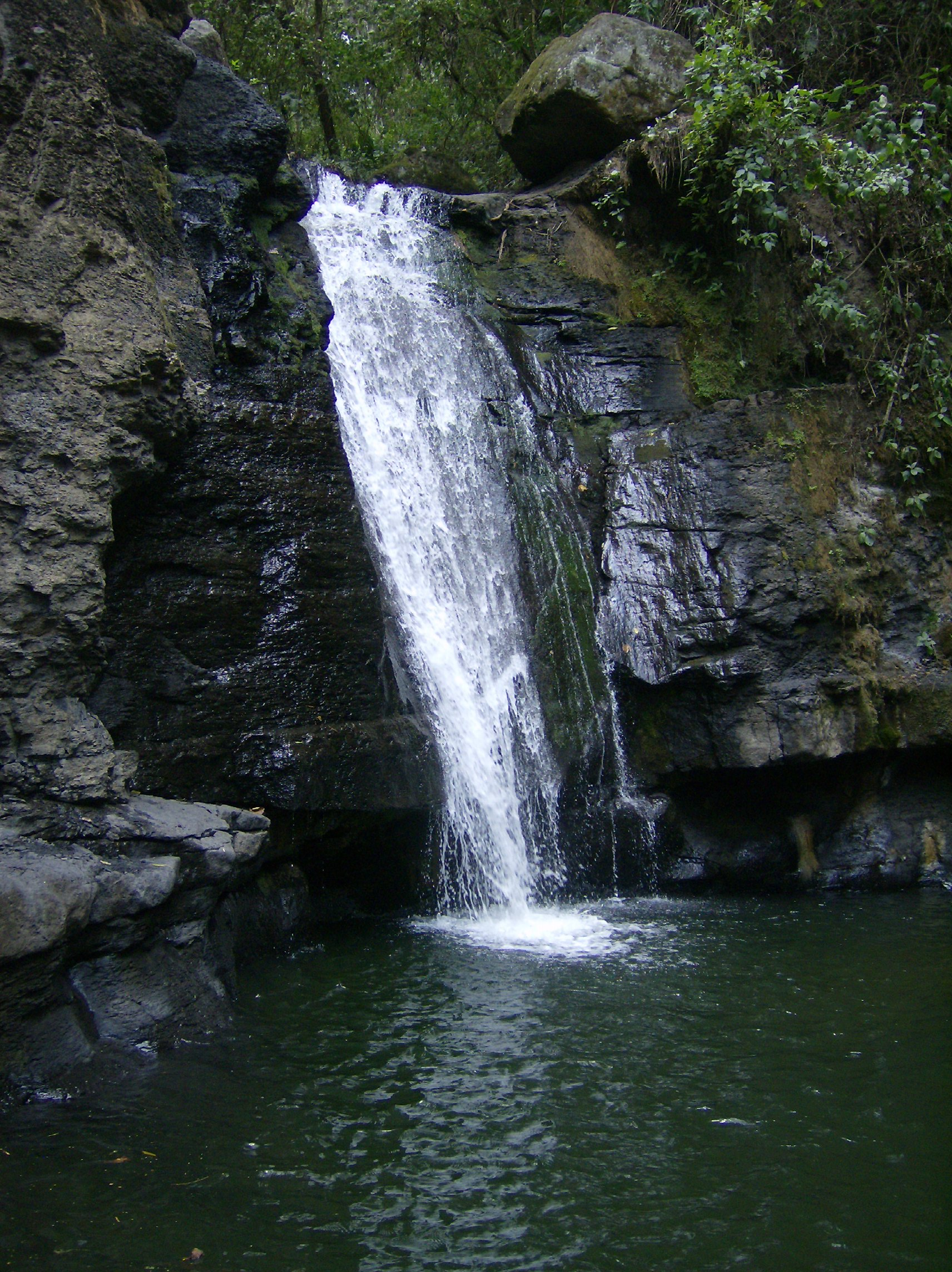
Cascada en la quebrada la cardoseña en la vereda Villanueva

Lugares para visitar en la zona urbana
- Parque principal - Monumento al arriero
- Réplica Puente de Boyacá
- Monumento a las víctimas

Principales lugares de Hoteles y alojamiento
- Hotel Dann'a
- Hotel La Quinta maravilla
- Hotel Las Palmas

## Economía
Principalmente Agrícola y Ganadera

### Ganadería
El ganado se destina para carne principalmente, aunque en la actualidad ha ido ganando terreno la ganadería con orientación a la producción de leche.

### Agricultura
Dada su variedad de pisos térmicos se facilita la producción de diferentes tipos de alimentos pasando por verduras y legumbres de clima frío como, moras, lulos, granadillas. En la parte alta del municipio se producen naranjas y aguacates en la parte baja del municipio.
La producción de café está presente en gran parte del municipio, con una cosecha principal en los meses finales del año, la cual representa una de las principales fuentes de ingreso para los habitantes junto con la ganadería.

## Historia

### Periodo prehispánico y español
Lo que  actualmente constituye el área del municipio era una tierra hostil, difícil para la supervivencia. Para los españoles fue demasiado difícil enfrentarse al terreno que tan solo llegaron hasta el río Lengupá.

### Fundación del municipio actual
El municipio de San Eduardo fue fundado en el año de 1914 en los terrenos donados por sus fundadores Neftalí Morales, Bartolomé Rodríguez y Gabriel Vargas; además se recibieron donaciones de grandes terrenos de Joaquín Leguizamón Novoa y su esposa Tomasa Calderón de Leguizamón para ser usados para la construcción del actual asentamiento urbano. El municipio fue fundado con el nombre de Villanueva y ubicado al sur del actual poblado.  
Fue corregimiento del municipio de Berbeo, luego pasó a ser inspección departamental y en el año de 1965 fue erigido Municipio según la ordenanza n.º 013 de 1965, por intervención del diputado Juan Donaldo Gámez. La razón por la que el municipio lleva el nombre de San Eduardo es en honor al primer obispo que hizo la primera visita pastoral, Eduardo Maldonado Calvo. El proceso de poblamiento se formó con los habitantes que llegaron de Garagoa, Chinavita y Tibaná, principalmente.

### Violencia en los años 50, 90 y actualidad
En los años 50 del siglo XX el municipio fue azotado por la violencia sufriendo un ataque de la guerrilla liberal, tras la muerte en Bogotá de Jorge Eliécer Gaitán, durante El Bogotazo. Esta guerrilla asesinó a tres personas. Según ACNUR, la presencia de la guerrilla de las FARC en el departamento de Boyacá se remonta al período comprendido entre 1978 y 1982; una serie de frentes comenzaron a cumplir con el propósito de copar la cordillera Oriental, dentro de éstos el frente 10 en Arauca, con alguna influencia en el nororiente de Boyacá, así como los frentes 28 y 38 en Casanare. Este último frente hizo presencia en el Municipio a comienzos de la década de los 90. 
Con respecto a los grupos de autodefensas, en la década de los ochenta, se destaca la región del Magdalena Medio como espacio de violencia, y en los 90 se reporta la acción de las Autodefensas Campesinas del Casanare, en los municipios de San Luis de Gaceno, Miraflores, San Eduardo, Berbeo, Páez y Santa María. Estos brotes de violencia se han visto reducidos en su accionar, como resultado de los múltiples esfuerzos desarrollados por el Estado para combatir a los grupos armados ilegales. En la actualidad el municipio tiene un buen progreso en la provincia y goza de un orden público tranquilo.

## Movilidad
San Eduardo se llega por la Ruta Nacional 60 en el municipio de Páez al sur por una carretera que se dirige al casco urbano saneduardense al norte.